# 格拉萨圣母城 (尼萨)
格拉萨圣母城是葡萄牙波塔莱格雷区的一个堂区。总面积37.38平方公里，总人口1573人，人口密度42.1人/平方公里。